# Aeroportul Millard
Aeroportul Millard (IATA: MIQ, ICAO: KMLE, FAA LID: MLE) este un aeroport din Nebraska, Statele Unite ale Americii ce deservește zona .
Situat la o altitudine de 320 m, aeroportul dispune de 1 pistă.

## Infrastructură

### Piste
Aeroportul dispune de o singură pistă. Pista 12/30 are suprafața de asfalt și dimensiunile 3.801 picioare × 75 picioare. 